# Office
Pour les articles homonymes, voir Office (homonymie).

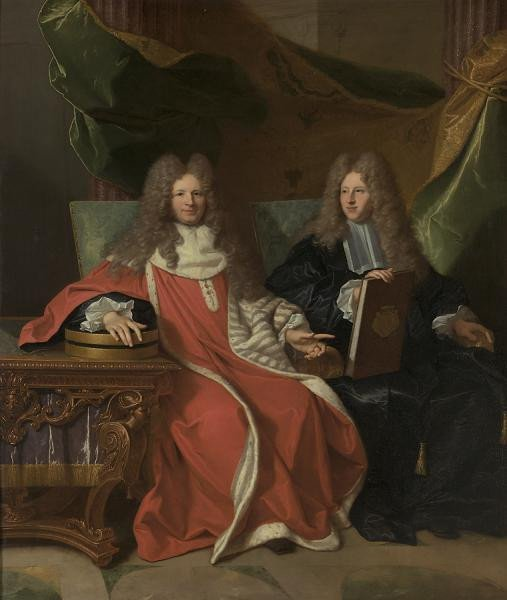
Portrait de Pierre-Cardin Le Bret seigneur de Flacourt (1639-1710) et de son fils Cardin Le Bret comte de Selles (1675-1734) : l'achat au roi de France d'un office (fonction de justice) anoblit. Les Le Bret, parlementaires d'Aix-en-Provence à la fin du XVIIe siècle.

Un office est, dans la France du Moyen Âge tardif et de l'époque moderne, une charge personnelle octroyée par un souverain ou un seigneur à un individu ; il s'agit d'une véritable délégation de pouvoir de la part du détenteur de la souveraineté. Charles Loyseau, juriste français du XVIe siècle, définit l'office comme « une dignité avec fonction publique ». L'office constitue, jusqu'au XVIIIe siècle, la forme la plus courante d'exercice d'une charge au service de l'État, dans la justice ou les finances.

## Origines
À la fin de l'époque féodale, le roi, jusqu'ici concurrencé par les seigneurs, a réussi à restaurer son autorité et à reconquérir son territoire. Il s'est affirmé comme suzerain, et va peu à peu s'imposer comme souverain. Mais pour faire connaître et exécuter ses ordres, il a désormais besoin de faire appel à des agents, à qui il va déléguer une partie de son autorité. Ce sont les débuts de l'administration, au XIIIe siècle.
Le roi a alors le choix entre des agents révocables, donc dociles, et des agents permanents et inamovibles. L'inconvénient majeur dans la première situation est l'instabilité de la fonction, mais également l'incompétence, puisque l'agent se sachant en sursis, dans cette place, ne prendra pas le temps de se spécialiser. En revanche, l'irrévocabilité apporte la stabilité et la possibilité de se former correctement pour les agents, mais le corollaire est le risque que se développe un esprit de corps et même une volonté d'indépendance, voire d'opposition au pouvoir central.
Le maillage d'agents royaux, que l'on commence à appeler officiers, se renforce très rapidement. Comme ils sont plus nombreux, ils commencent à se spécialiser et même à se professionnaliser. En échange, ils réclament auprès du roi une plus grande stabilité. Louis XI va la leur octroyer par une ordonnance du 21 octobre 1467. Par ce texte, le roi s’engage à ne pourvoir une charge, c'est-à-dire à ne nommer un officier, que si le titulaire est mort, a démissionné ou a été destitué pour forfaiture constatée judiciairement (faute grave commise dans l’exercice de ses fonctions).

## Évolution
Cette stabilité sera par la suite renforcée par une patrimonialisation de l'office, acquise par les officiers au terme d'une longue évolution. Ils obtiennent ainsi la vénalité de leur charge, puis son hérédité. Dans l'ancien droit, l'office est ainsi considéré comme un « bien immeuble incorporel », notion qui ne sera pas reprise par le Code civil.
Cette vénalité de l'office profite au roi, puisqu'elle permet de renflouer le Trésor royal. Il n'est d'ailleurs pas rare que des offices soient dédoublés pour mieux enrichir les finances. Le roi, n'ayant donc plus qu'un contrôle distant sur ses officiers, confie les tâches cruciales à des commissaires révocables à volonté. Il faut toutefois noter que certains offices très importants restent à la libre disposition du roi, comme ceux des secrétaires d’État.
Sous cette appellation d'« office » sont regroupées des fonctions très variées : un secrétaire d'État, agent royal de rang ministériel, est autant un officier qu'un auneur de drap, qui contrôle la régularité des transactions de drap sur les marchés.
Quelle que soit la période, pour devenir officier, il faut obtenir des lettres de provision d’office du roi. Ces lettres sont ensuite enregistrées par le corps dont dépend l’officier, qui peut également contrôler à cette occasion les compétences du candidat, ainsi que sa moralité et son âge. En cas de problème concernant l’un ou l’autre de ces points, le candidat peut être éconduit, mais il est rare qu’une institution écarte quelqu'un en raison de son incompétence ; pour la question de l’âge, des lettres de dispense peuvent être accordées par le roi.
Pour certains de ces officiers, l'un des principaux avantages est l'anoblissement conféré par l'exercice de leur charge — parfois sous condition de durée.
Ceci a fait qualifier certains offices de « savonnette à vilain ». Par exemple, la charge de secrétaire du roi, vendue par la monarchie à plusieurs dizaines de milliers de livres, confère à son détenteur la noblesse après vingt ans d'exercice. La paulette, impôt instituant la vénalité des offices, est instaurée le 12 décembre 1604, sous le règne d'Henri IV. C'est surtout pendant la régence d'Anne d'Autriche que les officiers des cours souveraines obtiennent l'anoblissement : en 1644, pour les maîtres des requêtes et les magistrats du parlement de Paris et du Grand Conseil ; en 1645, pour ceux de la Chambre des comptes et de la Cour des aides. Toutefois, cette possibilité se réduit fortement à la fin de l'Ancien Régime, notamment en raison de l'hérédité des charges, qui empêche l'arrivée de nouveaux venus, non nobles, dans les corps d'officiers.
Les officiers les plus célèbres restent les parlementaires, possesseurs d'un office de judicature vénal non soumis à l'approbation royale. À l'origine de la Fronde au XVIIe siècle, la plupart des membres de ces cours souveraines continue à s'opposer plus ou moins directement à la politique royale tout au long du XVIIIe siècle.

#### Ouvrages anciens
- J–B. Denisart, Collection de décisions nouvelles et de notions relatives à la jurisprudence actuelle, 5e édition, Desaint, Paris, 1766, t. 2, « Offices, officiers »
- Guyot, Répertoire de jurisprudence, tome 6, Paris, 1784
- C. Loyseau, Cinq Livres du droit des offices, in Les œuvres de Maître Charles Loyseau, avocat en Parlement, Livre premier, chapitre 1, p. 7

#### Ouvrages d'historiens
- F. Olivier-Martin, Histoire du droit français, des origines à la Révolution, CNRS éditions, 1998
- A. Rigaudière, Introduction historique à l’étude du droit et des institutions, 3e édition, 2006
- F. Saint-Bonnet, Y. Sassier, Histoire des institutions avant 1789, 3e édition, 2008

#### Articles
- Françoise Autrand, « Offices et officiers royaux en France sous Charles VI », Revue historique, Paris, Presses universitaires de France, t. 242,‎ 1969, p. 285-338 (lire en ligne)